# Townsendia araguensis
Townsendia araguensis là một loài ruồi trong họ Asilidae. Townsendia araguensis được Kaletta miêu tả năm 1976. Loài này phân bố ở vùng Tân nhiệt đới.